# XM25
L'XM25 era un lanciagranate sperimentale a munizionamento Airburst derivato dall'OICW XM29.
Nel suo periodo di impiego in Afghanistan si è rivelata un'arma estremamente risolutiva, riuscendo a stanare il nemico in pochi minuti e senza mai mettere a rischio i soldati coinvolti nelle operazioni. La sua efficacia gli ha fatto guadagnare il nome di "the punisher" fra le truppe ma una serie di problematiche economiche e legali ha posto fine alla produzione e all'utilizzo di questo lanciagranate.

## Caratteristiche
Spara granate da 25 mm che esplodono a mezz'aria o in prossimità del bersaglio: un telemetro laser presente nella centralina di tiro posta su quest'arma determina la distanza del bersaglio; l'utente può aggiustare manualmente la distanza, fino a tre metri in più o in meno; l'arma trasmette quindi automaticamente la distanza dal bersaglio alla granata; la distanza in cui scoppierà la granata verrà determinata dal numero di rotazioni a spirale che farà dopo essere stata sparata. Queste caratteristiche rendono l'XM25 tre volte più efficace dei lanciagranate tradizionali, soprattutto nel compito di colpire bersagli che si trovano dietro coperture o dentro una trincea, mentre le caratteristiche termobariche del munizionamento di quest'arma la rendono perfetta per colpire all'interno di spazi chiusi come case o bunker provocando gravi danni a chi vi è dentro.
Il costo dell'arma era elevato, aggirandosi sui 49.000 dollari a pezzo, mentre a produzione avviata si stimò potesse scendere a 35.000 a pezzo.
Il sistema era sviluppato da Heckler & Koch e Alliant Techsystems.

## Stato del programma
- Aprile 2005: sono consegnati i primi prototipi all'esercito americano.[3]
- Settembre 2005: Test da parte dell'esercito nella Grafenwöhr Training Area.[4]
- Novembre 2010: Prove sul campo in Afghanistan.[5]
- Settembre 2012: È prevista la prima distribuzione dell'arma ai reparti operativi.[5]
- Febbraio 2013: L'arma ha un malfunzionamento e ferisce l'operatore. Di conseguenza tutti gli XM25 in servizio vengono ritirati e il senato americano taglia i fondi per il progetto, considerandolo inaffidabile.[6]
- Giugno 2013: L'esercito americano annuncia comunque l'avanzamento del progetto e la rimozione della "X" di progetto entro 1 anno, e quindi la produzione a basso ritmo.[2]
- Maggio 2017: L'esercito americano scioglie il contratto con Orbital ATK a causa di una controversia giuridica con la Heckler & Koch, che non fornisce il prodotto nei termini pattuiti.[7] Heckler und Koch si appella ad un accordo internazionale del 1868, la cosiddetta Dichiarazione di San Pietroburgo e al divieto conseguente di uso di granate di peso inferiore a 400 grammi, che possono esplodere anche urtando bersagli molli.
- Estate 2018: Visto il trascinarsi del progetto da quasi 20 anni, gli alti costi di produzione e le problematiche emerse, l'esercito degli Stati Uniti pone fine al programma.[8]